# Csér (település)

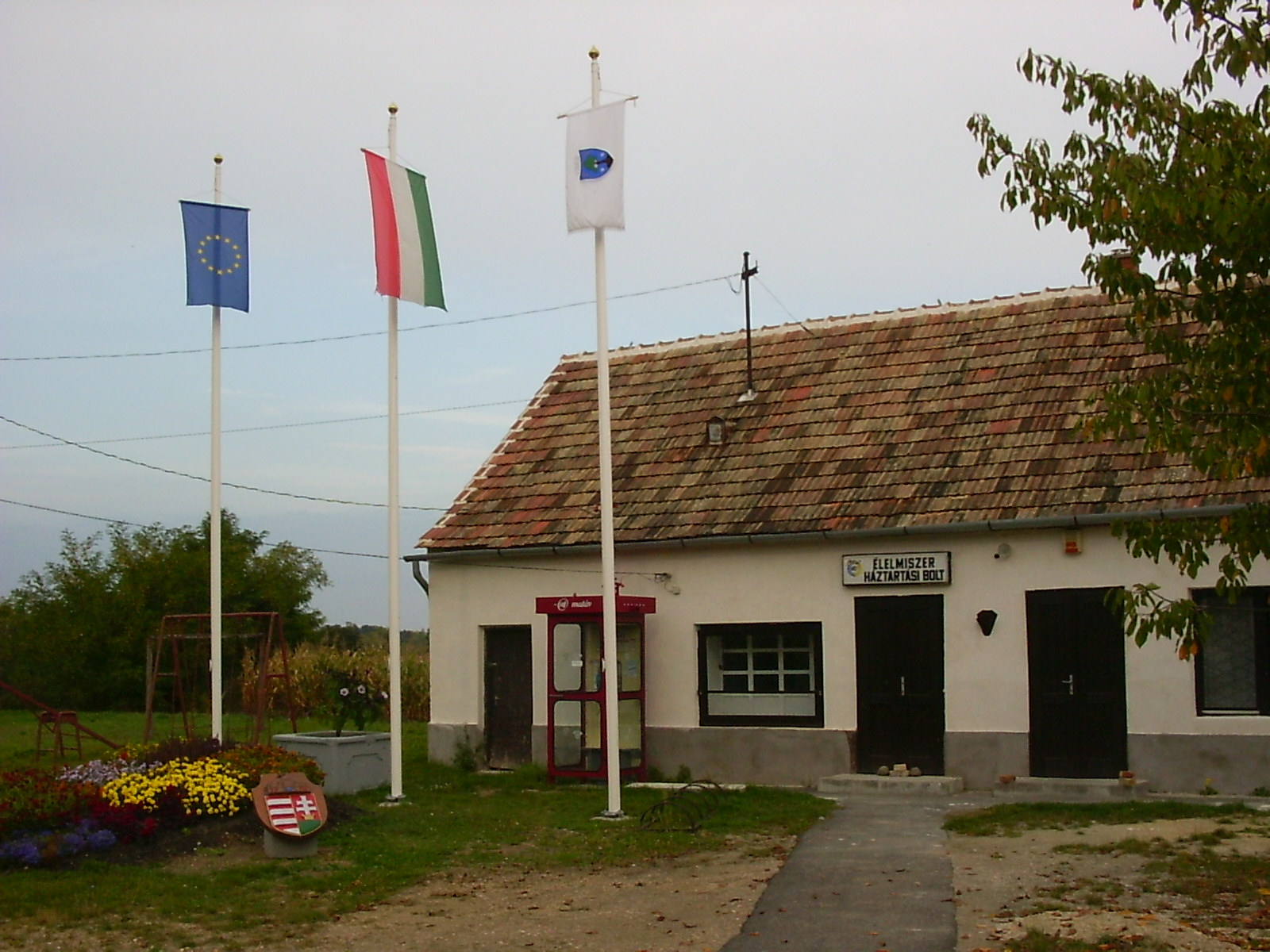
A faluközpont

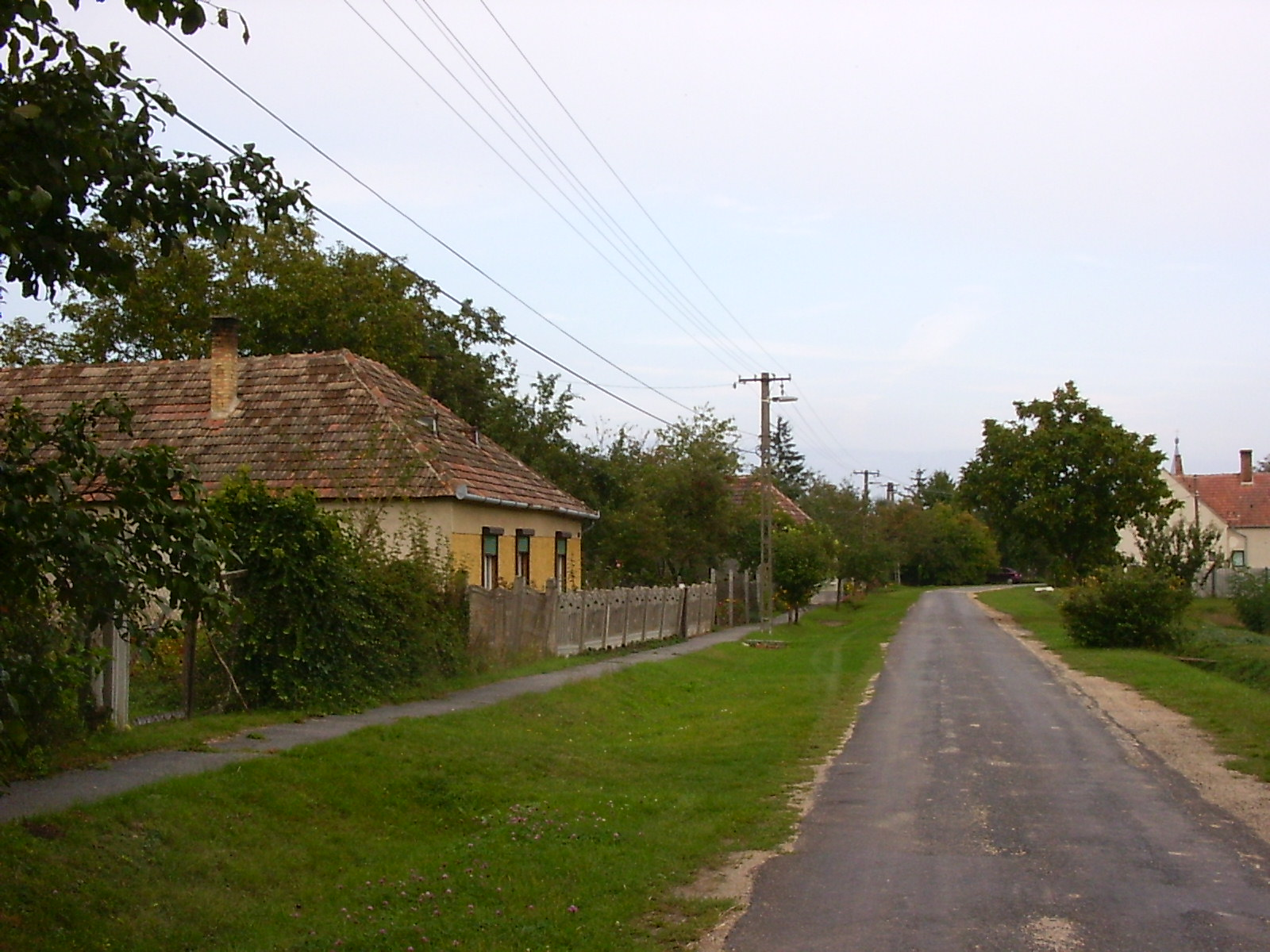
A falu

Csér község Győr-Moson-Sopron vármegyében, a Soproni járásban található.

## Fekvése
Győr-Moson-Sopron és Vas vármegye határán, a Répce folyó mentén, a Nyugat-magyarországi peremvidék tájegységhez tartozó Vas–Soproni-síkságon fekszik, a 86-os főút közelében, Kapuvártól dél-délnyugatra 26, Fertődtől dél-délkeletre 28 kilométerre.
A szomszédos települések: észak felől Iván, kelet felől Csáfordjánosfa, dél felől Nagygeresd, délnyugat felől pedig Nemesládony.
Éghajlati viszonyai a mezőgazdasági termeléshez kedvező feltételeket biztosítanak.

### Megközelítése
Zsáktelepülés, közúton csak Csáfordjánosfa Répcejánosfa településrésze felől közelíthető meg, a 8614-es útból kiágazó 86 101-es számú mellékúton. Földutakon elérhető még Iván és Nemesládony községeken keresztül is, illetve érinti a keleti határszélét a 8617-es út is.
Autóbuszjáratok Sopronnal és Kapuvárral kötik össze.
Vasútvonal nem érinti, a két legközelebbi vasúti csatlakozási lehetőséget a Hegyeshalom–Porpác-vasútvonal Vasegerszeg megállóhelye és Répcelak vasútállomása kínálja, előbbi körülbelül 8, utóbbi mintegy 10 kilométernyi távolságra.

## Története
Az ismert oklevelekben először 1313-ban jelent meg a neve (Cher) formában.
A 18. század derekán elszegényedett, egy-két holdas birtokon gazdálkodó nemesek lakták. A két világháború között 20-30 holdas birtoka csak két családnak, a többségnek 16-20 holdas birtoka volt. 5 család 5-6 holdas zsellérbirtokon gazdálkodott, aratni ők is eljártak távolabbi vidékekre. A közelben, az Iván és Csér közötti Cséri majorban működött a Széchenyi grófok téglagyára, amelyet az 1930-as évektől 1945-ig Léb Oszkár bérelt a környező földekkel együtt.
A Cséri-major a 16. század elején Iván község kültelkének urasági majorja volt. Eredetileg az Iván határában fekvő közös cseren (erdőn) épült ki, s neve után ítélve a falu közös birtokát képező erdő helyén keletkezett. A 16-17. században még a Csermajor név tartotta magát, csak a 18. században kezdik a szomszédságában fekvő Csér községről Cséripusztának nevezni, de amikor az egykori csererdőt kiirtották, annak neve is feledésbe merült. A községnek az I. és a második világháborúban is voltak hősi halottai. Nevüket fekete márványtáblán örökítették meg a római katolikus templom falán. 1945 után a sajtoskáli birtokos földjéből osztottak az igénylőknek. Az ötvenes évek beszolgáltatásait viszonylag könnyen átvészelte a falu, elsősorban a cukorrépa termelésnek köszönhetően. 1959 februárjában alakult meg a településen a termelőszövetkezet, amely 1960-ban egyesült a csáfordjánosfai Répcegyöngye Termelőszövetkezettel.
Napjainkban 79 fő lakja Csért, 35 házban. A lakosság vegyes vallású.
A Budapesti Tégla- és Cserépipari Vállalat az 1950-es években téglagyárat épített a településen, amelyben az 1980-as években szűnt meg a termelés.
1980-ig két búcsút rendeztek: június 15-höz kapcsolódott az evangélikus búcsú, augusztus 15-höz, Nagyboldogasszony ünnepéhez a katolikus.
A településre főleg osztrák állampolgárok költöztek be, akik a megüresedett házakat vásárolták meg.
A falu közepén áll az 1932-ben téglából épült harangtorony.

### Címere
Csér nemes község 1870-ből származó pecsétje mezejében zöld alapon lombos fa látható, a törzse mellett egy-egy nyolcágú csillag. Csér címere kör alakú, pajzs alakban kék mezőben dombon álló fa, a fa két oldalán törzse mellett 8 ágú csillag, a pajzs mindkét sarkánál 3 szál búzakalász. A fa törzse barna, koronája zöld, a csillag közepe kék, széle ezüst, a búzakalász aranyozott. A fakoronájának és törzsének találkozásánál baloldalt szabálytalan fehér mező, jobboldalt szabálytalan fehér négyszög található. Csér zászlaja álló téglalap, színe fehér, a község neve arannyal van ráhímezve, középen a község címere. A zászló vége ezüsttel rojtozott.

## Közélete

### Polgármesterei
- 1990–1994: Soós László (független)[4]
- 1994–1998: Soós László (független)[5]
- 1998–2002: Ifj. Várallyay István (független)[6]
- 2002–2006: Várallyay István (független)[7]
- 2006–2010: Várallyay István (független)[8]
- 2010–2014: Várallyay István (független)[9]
- 2014–2019: Várallyay István (független)[10]
- 2019–2024: Várallyay István (független)[11]
- 2024– : Várallyay István (független)[1]

## Népesség
A település népességének változása:
| Lakosok száma | 31   | 26   | 27   | 26   | 26   | 24   | 27   |
|               | 2013 | 2014 | 2015 | 2021 | 2022 | 2023 | 2024 |

A 2011-es népszámlálás során a lakosok 92,6%-a magyarnak, 3,7% németnek mondta magát (7,4% nem nyilatkozott; a kettős identitások miatt a végösszeg nagyobb lehet 100%-nál). A vallási megoszlás a következő volt: római katolikus 44,4%, evangélikus 44,4%, felekezeten kívüli 3,7% (7,4% nem nyilatkozott).
2022-ben a lakosság 96,2%-a vallotta magát magyarnak, 7,7% németnek, 3,8% egyéb, nem hazai nemzetiségűnek (3,8% nem nyilatkozott; a kettős identitások miatt a végösszeg nagyobb lehet 100%-nál). Vallásuk szerint 19,2% volt evangélikus, 11,5% római katolikus, 3,8% felekezeten kívüli (65,4% nem válaszolt).

## Nevezetességei
- Cséri tavak: hét egykori bányató